# Timothy Wang
Pour les articles homonymes, voir Wang.
Timothy Wang, né le 17 août 1991 à Houston, est un pongiste américain d'origine taïwanaise. Il participe aux Jeux olympiques d'été de 2012 dans le tournoi en simple. Il est éliminé au tour préliminaire par le nord coréen Kim Song-nam.
Il est entraîné par Zhou Xin.